# Lacanobia radix
Lacanobia radix är en fjärilsart som beskrevs av Walker 1856. Lacanobia radix ingår i släktet Lacanobia och familjen nattflyn. Inga underarter finns listade i Catalogue of Life.